# Buckner Stith Morris

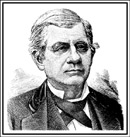
Buckner Stith Morris

Buckner Stith Morris, född 19 augusti 1800 i Augusta, Kentucky, död 16 december 1879 i Chicago, Illinois, var en amerikansk politiker (whig). Han var den andra borgmästaren i staden Chicago 1838-1839.
Morris gifte sig 1832 med Evelina Barker i Kentucky. Paret flyttade 1834 till Chicago. Morris arbetade som advokat och grundade det första litteratursällskapet i Chicago som hette Chicago Lyceum.
Hustrun Evelina avled 1847 och Morris gifte om sig 1850 med Eliza Stephenson. Den andra hustrun avled 1855. Morris blev 1848 frimurare och avancerade till en mycket hög position inom organisationen. Han gifte sig tredje gången 1856 med M.E. Parrish.
Morris ställde sig mycket kritisk till amerikanska inbördeskriget. Han blev anhållen 1864 misstänkt för medhjälp i ett försök att frita Amerikas konfedererade staters krigsfångar. Han tillbringade nio månader i fängelse. Han förlorade en stor del av sina tillgångar under den tiden i och med att han inte lyckades sköta sina affärer medan han satt fängslad.
Hans grav finns på Rosehill Cemetery i Chicago.